# Santa Elena (Toledo District)
Santa Elena (früher: Rio Blanco) ist ein Ort im Toledo District von Belize. Die Bevölkerung besteht hauptsächlich aus Maya vom Volk der Mopan und zu einem kleinen Teil vom Volk der Kekchí.

## Geografie
Der Ort liegt im Westen des Landes am Blue Creek, am Rande des Rio Blanco National Parks und der San Antonio Indian Reservation im Nordwesten des Toledo Districts zwischen Pueblo Viejo im Südwesten und Santa Cruz (Toledo District) im Osten.
Die San Antonio Road verläuft von Osten nach Westen durch den Ort.

## Geschichte
Die Maya der Ümgebung lebten zuerst in der Siedlungsform Alkilo. Diese Siedlungsform besteht aus einzelnen zerstreuten Häusern im Urwald. Erst Mitte des 20. Jahrhunderts bildete sich ein Dorf, welches zuerst „Rio Blanco“ genannt wurde. Als eine Heiligenstatue der Heiligen Helena im Dorf aufgestellt wurde, entschieden sich die Einwohner das Dorf nach der Heiligen zu benennen. Der Ort wählt einen Alcalde.

### Schule
Im Ort gibt es eine Grundschule.

## Klima
Nach dem Köppen-Geiger-System zeichnet sich Santa Elena durch ein tropisches Klima mit der Kurzbezeichnung Am aus.